# PWL
PWL (Pete Waterman Limited) es una productora y sello discográfico británico propiedad del magnate del pop y productor musical Pete Waterman, famoso por albergar el trío de producción Stock Aitken Waterman durante la segunda mitad de los ochenta y primera mitad de los noventa.
Tras producir sus primeros éxitos para otras compañías entre 1984 y 1986, WatermanL lanzó su propio sello discográfico en 1987 como PWL Records con el clásico de Mandy Smith "I just can't wait". Este sencillo fue el primero de los más de 250 que se editaron bajo el sello discográfico.
Como sello, PWL obtuvo un gran éxito con los cantantes australianos Kylie Minogue y Jason Donovan. Como productora lanzaron a artistas ingleses como Rick Astley o Bananarama a través de otras empresas discográficas.
A principios de los 90 Pete Waterman vende PWL y formó un nuevo sello, PWL International, en asociación con Warner. Posteriormente, con la entrada del nuevo siglo, recompra PWL y recupera los copyrights de las canciones editadas bajo el sello discográfico.
PWL sigue actualmente en activo y opera también con el sello EBUL a través de Jive Records y Zomba Music Group (Sony BMG Music Group), bajo el nombre de PWE (Pete Waterman Entertainment.

## Artistas significativos de PWL
- Kylie Minogue
- Dead or Alive
- Divine
- The Reynolds Girls
- Rick Astley
- Steps
- Boy Krazy
- Cliff Richard
- Sinitta
- Mandy Smith
- Jason Donovan
- Sonia (Evans)
- Hazell Dean
- Mel and Kim
- Bananarama
- Sybil
- Big Fun
- 2 Unlimited